# Lepipneumia galicica
Lepipneumia galicica är en tvåvingeart som beskrevs av Günther Enderlein 1937. Lepipneumia galicica ingår i släktet Lepipneumia och familjen fjärilsmyggor.
Artens utbredningsområde är Ukraina. Inga underarter finns listade i Catalogue of Life.